# Католицизм в Крыму
Католицизм в Крыму — одна из древнейших христианских конфессий, представленных на Крымском полуострове.
Появление христианской религии на территории Крыма относится к раннехристианским временам. После великого раскола Западной и Восточной церквей католичество в Крыму присутствовало в генуэзских колониях (XIII—XV века), среди иностранцев в ханском и османском Крыму (XV—XVIII века) и среди переселенцев в российский Крым (XVIII—XX века). Общее число католиков латинского обряда в Крыму по оценке епископа Яцека Пыля составляет около 1000 человек, действуют приходы латинского и византийского обрядов.

## Предыстория. Христианство в Крыму I тысячелетия

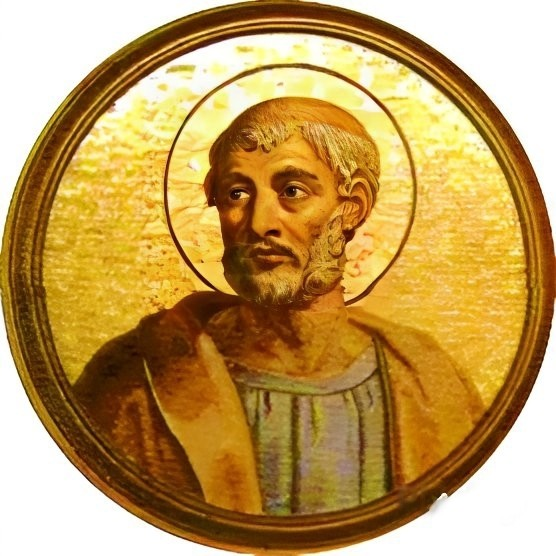
Святой Климент I, папа римский, замученный в Херсонесе

Христианство в Крыму имеет древнюю историю. По преданию, первым здесь проповедовал апостол Андрей Первозванный. Также согласно преданию именно в Крыму около 97 года принял мученическую смерть святой Климент, папа римский.
В начале IV века Константином Великим христианству был придан статус государственной религии Римской империи. В этот период Риму принадлежали бывшие греческие поселения Боспорского царства и Херсонес. Остальная территория Крыма была захвачена в III веке германским племенем готов. Христианские миссионеры вели среди готов достаточно успешную миссионерскую деятельность. После легализации христианства на территории Крыма возникли две епархии — Боспорская (с центром в Пантикапее, современная Керчь) и Херсонская. Боспорский епископ участвовал в Никейском соборе 325 года, епископ Херсонеса Эферия подписал акты Первого Константинопольского собора в 381 году.
В конце IV века, после распада Римской империи на Западную и Восточную, Крым оказался в сфере интересов Константинополя. В 655 году в Херсонесе умер святой Мартин I, папа римский, сосланный сюда византийским императором за осуждение монофелитства. В VIII веке в Крым переселилось из Малой Азии большое количество иконопочитателей, преследуемых пришедшими к власти иконоборцами. Число епархий увеличилось до 5. В VIII веке были созданы Сурожская (с центром в Судаке), Готская и Фулльская (местоположение неизвестно) епархии. В IX веке Херсонес посетили просветители славян святые Кирилл и Мефодий, которые утверждали веру местных жителей. Кирилл вывез из Крыма часть мощей святого Климента и преподнёс их папе римскому Адриану II. Культ святого Климента стал в этот период в Крыму первостепенным.

## История

### Генуэзские колонии

Св. Климент на гербе Инкермана

После временного разгрома Византийской империи вследствие четвёртого Крестового похода (1204 год), на территории бывших византийских владений образовалось княжество Феодоро. Государственной религией княжества было православие, официальным языком — греческий, а население представляло собой полиэтнический конгломерат с преобладанием греков и крымских готов. В 1223 году степной Крым был захвачен татаро-монголами и стал улусом Золотой орды.
В 1266 году по договору с ордынцами в Крыму возникла первая генуэзская колония — Каффа (Феодосия). Впоследствии Генуя расширила свои владения в Крыму, отвоевав к XIV веку у Венеции и Феодоро всё южное побережье. В генуэзские колонии прибыло значительное число священников и миссионеров, главным образом, из ордена францисканцев. Францисканцы кроме окормления католиков в факториях Генуи вели миссионерскую работу среди местного тюркоязычного населения, в частности ими был осуществлён перевод Библии на татарский (кыпчакский) язык и составлен знаменитый памятник кыпчакского языка — Codex Cumanicus. Сведениями о том, насколько успешной была миссионерская деятельность среди местного населения, современные историки не располагают. Следы этих попыток ведения католической пропаганды среди местных греков исследователи видят в некоторых предметах из Ай-Васильского клада, заложенного в середине — второй трети XV века в греческом поселении на месте нынешней Васильевки: среди прочего, клад содержит два серебряных католических наперсных креста. Клад, таким образом, мог принадлежат местному священнику.
В 1318 году папа Иоанн XXII учредил католическую Каффскую епархию во главе с францисканским кустодом Джеронимо. В 1332 году была создана епархия в Воспоро (Керчь) и Херсонесе, в 1357 году в Чембало (Балаклава), а в 1365 году в Солдайе (Судак). К XV веку в Каффе было около 20 католических церквей и два монастыря. После распада Золотой Орды и образования в середине XV века Крымского ханства положение генуэзских колоний существенным образом не изменилось.

### Крымское ханство и Османская империя
В 1475 году процветанию колоний пришёл конец, они вместе с землями княжества Феодоро были захвачены Османской империей. Значительная часть итальянского населения погибла при завоевании, а большую часть уцелевших османский султан Мехмед II переселил в свою столицу Константинополь. Немногочисленная группа итальянцев-католиков перебралась под защиту обещавшего им своё покровительство крымского хана Менгли I Герая. Хан поселил их в селе Сююр-Таш (ныне Белокаменное Бахчисарайского района), расположенном в горной местности к югу от Бахчисарая. Итальянцам были дарованы права дворянства, и они часто привлекались на дипломатическую службу. Позднее католическая община переселилась в село Фоти-Сала, также находящееся поблизости от Бахчисарая. Община постепенно ассимилировалась с окружающим греческим и крымскотатарским населением. По свидетельству каффинского префекта, доминиканца д’Асколи, в начале XVII века там было лишь 12 католических семей, а к середине XVIII века католиков в Фоти-Сала не осталось совсем.
В XVII веке в ходе войн с Речью Посполитой османцы и крымцы захватывали большое количество пленных поляков-католиков. В 1612—1639 году в Каффе действовала миссия доминиканцев, которая вела пастырскую работу среди пленных. В начале XVIII века благодаря политическому сближению Франции с Османской империей французские иезуиты получили возможность действовать в Крыму и даже построить в Бахчисарае небольшой католический храм. В 1740 году, однако, эта миссия была ликвидирована по приказу хана.
Ещё одну группу католиков в ханском и османском Крыму составляли прихожане Армянской католической церкви. Большая часть (более 90 %) крымских армян принадлежала к Армянской апостольской церкви, но везде, где проживали армяне (в те времена они жили во всех крупных городах Крыма), имелись также небольшие армяно-католические общины. В середине XVIII века численность армян-католиков в Крыму оценивалась в несколько сот человек.

### В составе Российской империи

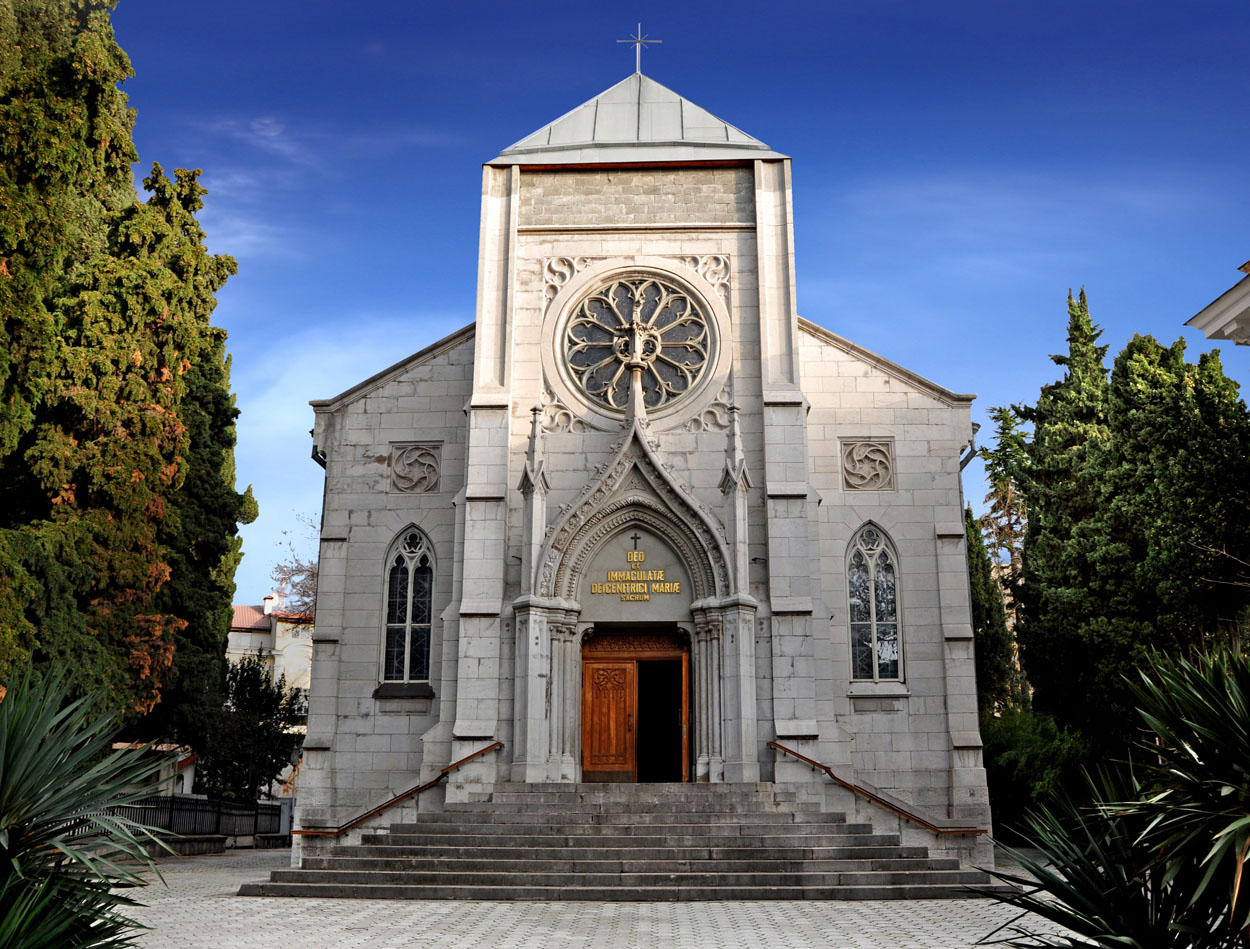
Храм Непорочного зачатия Пресвятой Девы Марии (Ялта)

В XIX веке в Крыму появилось большое число переселенцев, исповедовавших католичество, главным образом, поляков, немцев и итальянцев. Переселенцы прибывали как добровольно, так и вынужденно, к числу последних относились, в основном, ссыльные поляки. В это время
здесь было построено большое количество католических церквей: в Ялте, Керчи,Севастополе, Симферополе и нескольких сёлах. Граф М. С. Воронцов, женатый на польской княгине Браницкой, построил католический храм в Алупке. В Симферополе, кроме латинского храма существовал также армяно-католический храм. В 1914 году общее число католиков латинского и армянского обрядов в Симферополе составляло 2 182 человека. Согласно Переписи населения Российской империи 1897 года в Таврической губернии проживало 23 393 католика. Католическая церковь Крыма административно относилась к Тираспольской епархии.

### В XX веке
После большевистской революции 1917 года Католическая церковь в Крыму, как и во всей стране подверглась гонениям. В 20-х и 30-х годах были закрыты все католические храмы полуострова, священники репрессированы. В 1926 году А. И. Фризон был тайно рукоположён в епископы Мишелем д’Эрбиньи и назначен Апостольским администратором Одесским и южной части Тираспольской епархии (Крым, Одесса, Таганрог, Николаев, Херсон, Ростов-на-Дону). Советские власти узнали о хиротонии, в 1929 году Фризон был арестован в Симферополе, через два года выпущен, но вскоре вновь арестован. В 1936 году постановлением Специальной коллегии областного суда Крыма он был приговорён к высшей мере наказания и годом позже расстрелян.
Восстановление нормальной деятельности Католической церкви началось с 1991 года. Были зарегистрированы католические приходы во всех крупных городах Крыма, возобновились богослужения. Главной проблемой Католической церкви Крыма в конце XX — начале XXI века стало возвращение исторических церквей, а также постройка новых храмов взамен разрушенных.

## Структура

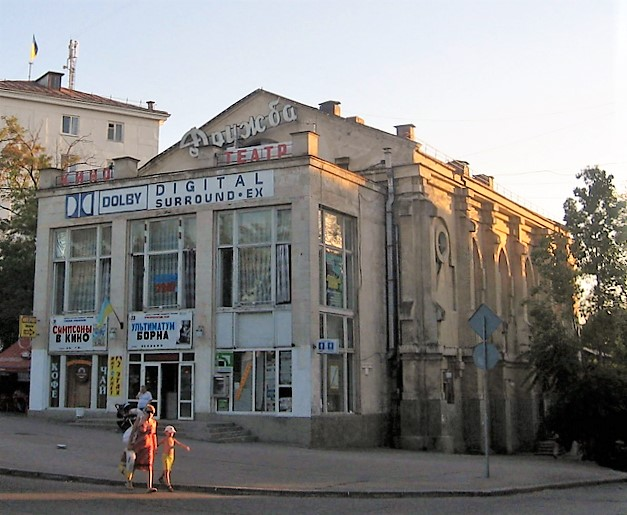
Бывший католический храм Севастополя

С мая 2002 года Крым входит в состав Одесско-Симферопольской епархии, которую с 2020 года возглавляет епископ Станислав Широкорадюк. Приходы Крыма объединяются в единственный во всём диоцезе Крымский викариат. По данным на начало 2015 года в приходах Крыма на постоянной основе служат епископ Яцек Пыль и шесть священников.
В 2014 году диоцез был разделён государственной границей, что не привело к каноническим последствиям. Епископ ординарий имеет свою резиденцию в Одессе, а епископ-помощник Яцек Пыль в марте 2014 года прибыл на место жительства в Крым, получив от российских властей разрешение на постоянное проживание, 22 декабря 2014 года Апостольский Престол назначил его Делегатом душепастырского округа Крыма и Севастополя, который, в соответствии с договором с властями Российской Федерации, был создан исключительно в административных целях, чтобы Католическая Церковь и далее могла нормально функционировать в Крыму. Ватикан официально не признаёт аннексию Крыма Россией. Одновременно следует отметить, что МИД Польши 2 декабря 2014 года издал рекомендацию всем гражданам Польши немедленно покинуть территорию Крыма и Севастополя и ни в коем случае туда не въезжать.
В настоящее время в Крыму существует 9 католических приходов латинского обряда:
- Севастополь
- Ялта
- Симферополь
- Феодосия
- Евпатория
- Джанкой
- Керчь
- с. Лобаново Джанкойского района
- с. Кольчугино Симферопольского района

В приходе в Евпатории служат священники конгрегации миссионеры-облаты Непорочной Девы Марии, в Севастополе — мариане, в Ялте — доминиканцы, в Феодосии — францисканцы. Прочие приходы окормляются епархиальными священниками. Общее число католиков латинского обряда в Крыму по оценка епископа Яцека Пыля составляет около 1000 человек.
В Симферополе, Евпатории, Керчи, Ялте и Севастополе существуют также приходы византийского обряда. В марте 2016 года они были перерегистрированы согласно российскому законодательству как местные религиозные организации в составе Крымского Экзархата Католической Церкви византийского обряда, специально учрежденного и подчиненного непосредственно Государственному секретариату Ватикана.

## Католики-традиционалисты
В октябре 2019 года Министерство юстиции Российской Федерации по Севастополю было уведомлено о начале деятельности религиозной группы "Традиционный Римско-Католический Приход Святого Климента I в г. Севастополе". Данная религиозная группа придерживается седевакантистской позиции и является вторым с точки зрения законодательства римско-католическим приходом в Севастополе, который также как и приход официальной Римско-католической церкви назван во имя св. Климента.
15-17 ноября 2019 года были отслужены первые мессы(богослужения).

## Католические храмы

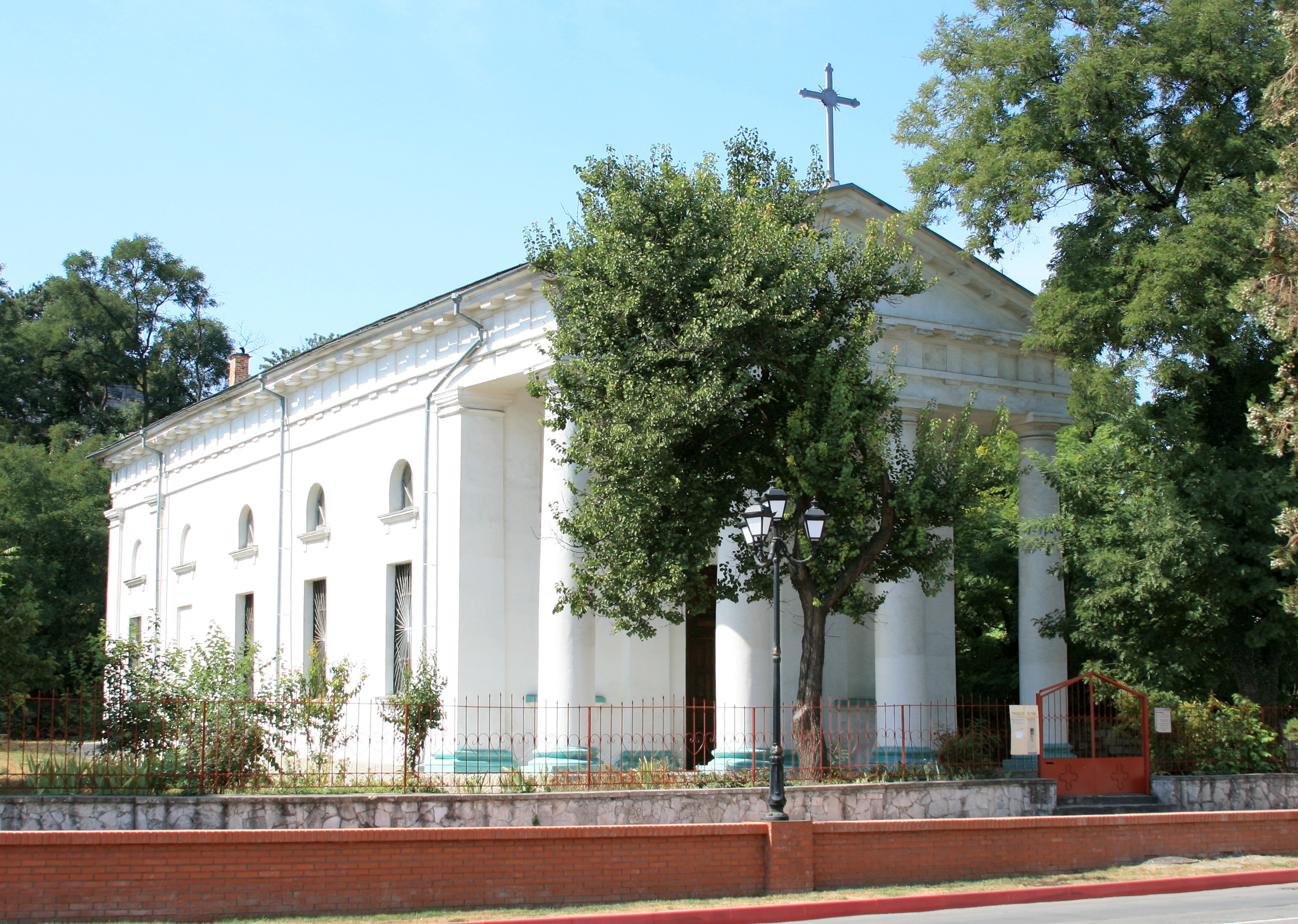
Католическая церковь Успения в Керчи

Из пяти сохранившихся исторических зданий Церкви действуют лишь ялтинский и керченский храмы; севастопольский храм, переделанный в советское время в кинотеатр, возвращён общине 20 июня 2018 года, но зданию предстоят ремонтно-реставрационные работы; храмы в Александровке, Кольчугино, Ароматном государственные власти передали во владение Православной церкви. В Симферополе, Феодосии и Евпатории, где храмы были разрушены в советский период, построены новые католические церкви.
Сохранившиеся исторические храмы:
- Храм св. Климента (Севастополь). Построен в 1911 году. В период Второй мировой войны здание сильно пострадало от бомбардировок. В 1958 году здание было перестроено в кинотеатр. Севастопольский приход св. Климента проводит богослужения в часовне св. Климента, оборудованной в бывшей квартире. В мае 2018 года здание бывшего храма было передано католической общине[13].
- Храм Непорочного зачатия Пресвятой Девы Марии (Ялта). Построен в 1906 году. В советское время там размещались фонды Ялтинского исторического музея, в 1988 году в здании был открыт дом органной и камерной музыки, но уже через три года храм был передан верующим.
- Храм Успения Богородицы (Керчь). Построен итальянской общиной в 1840 году в стиле классицизм. В советское время превращён в спортивный зал. После передачи храма Церкви восстанавливался 6 лет[14]
- Храм в селе Кольчугино. В начале XX века в селе, называвшемся тогда Кроненталь и населённом немцами, существовали католический и лютеранский храмы. В 1990-е католический храм был передан православной общине (УПЦ МП). В ответ на просьбу местных католиков о возвращении церкви им был передан лютеранский храм, на который никто не претендовал. В настоящее время завершены все реставрационные работы и проходят регулярные богослужения [15].
- Костёл Сердца Иисуса Христа в селе Александровка. Построен чешской общиной в 1910 году. В 30-е годы закрыт и превращён в склад. В настоящее время находится в полуразрушенном состоянии, требует серьёзной реставрации[16].

Разрушенные:

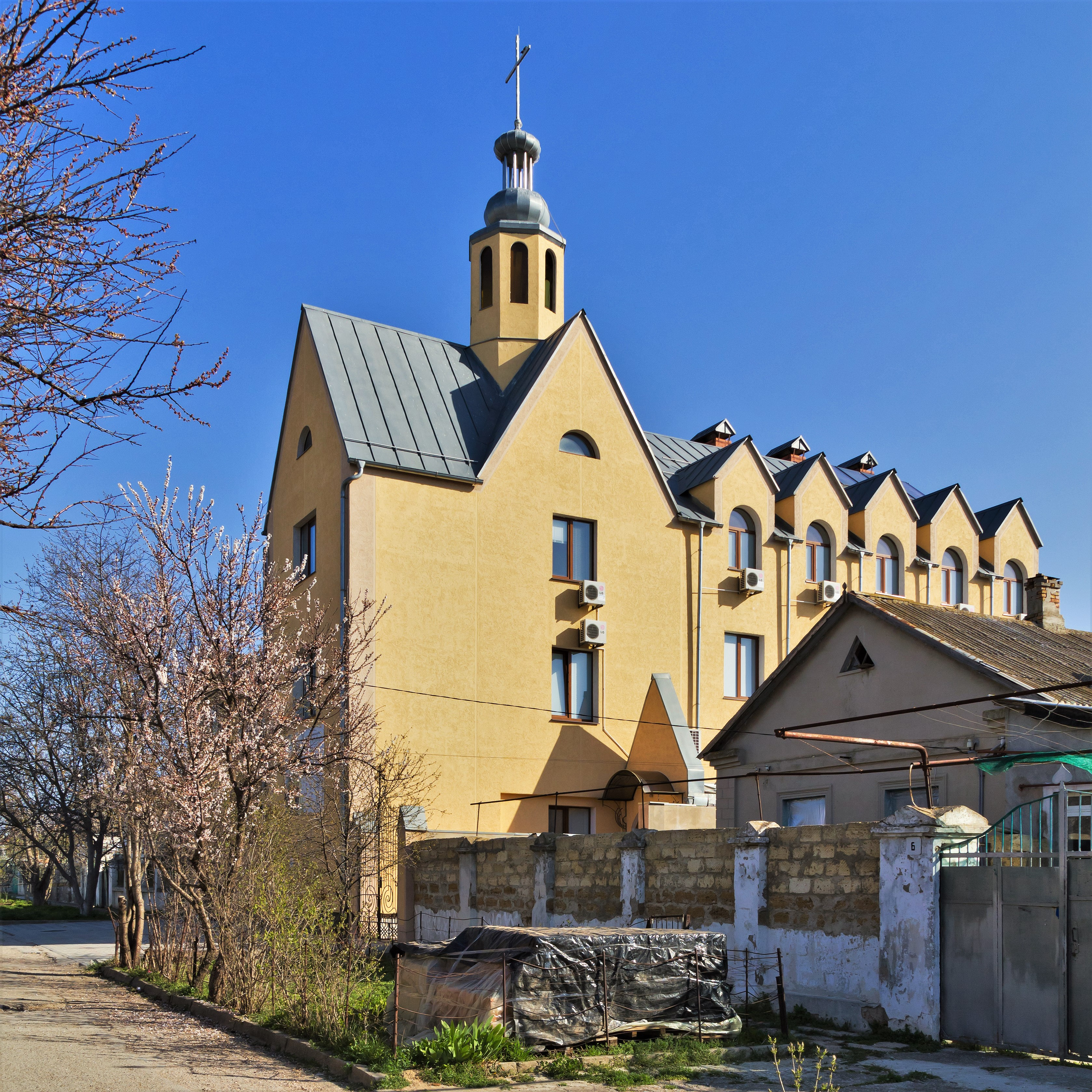
Новый католический храм в Евпатории

- Храм в г. Симферополь. Разрушен в 1974 году. В настоящее время католический приход Непорочного Зачатия Пресвятой Девы Марии проводит службы в частном доме, переоборудованном под храм.
- Храм Успения Богородицы в г. Феодосия. Разрушен. Католический приход получил возможность построить новое здание.
- Храм в г. Евпатория. Разрушен. Католический приход получил возможность построить новое здание.